# Partia Australijska
Partia Australijska (Australian Party) – australijskie ugrupowanie polityczne założone w 1930 przez Billy’ego Hughesa, po jego wykluczeniu wraz z grupą zwolenników z Nacjonalistycznej Partii Australii. Istniała bardzo krótko, bo jedynie do 1931, kiedy to połączyła się z nowo powstającą Partią Zjednoczonej Australii.